# Гулобод (район Рудаки)
Гулобо́д (тадж. Гулобод; до 2008 года — Кизил Аскар) — село в районе Рудаки Республики Таджикистан. Входит в состав джамоата (сельской общины) Зайнабобод района Рудаки.
Находится на расстоянии 8 км от райцентра (пгт. Сомониён) и 1 км от центра общины (село Комсомол).
Население — 2174 чел. (2017).